# Lynda Wiest
Pour les articles homonymes, voir Wiest.
Lynda R. Wiest est une chercheuse américaine en didactique des mathématiques et professeure à l'université du Nevada à Reno.

## Recherche
Wiest étudie l'enseignement des mathématiques, l'équité en matière d'éducation et la formation des enseignants.

## Formation
Wiest a obtenu son bachelor en 1979 et un master of education en 1984, tous deux de l'Université Bloomsburg de Pennsylvanie (en). Après avoir enseigné en primaire et au collège en Pennsylvanie pendant onze ans, elle a obtenu son doctorat à l'université de l'Indiana en 1996, avec une thèse intitulée The Role of Fantasy and Real-World Problem Contexts in Fourth- and Sixth-Grade Students' Mathematical Problem Solving, dirigée par Frank Klein Lester Jr..

## Carrière
En 1996, Wiest a rejoint le College of Education de l'université du Nevada à Reno. Elle est titularisée et promue professeure agrégée en 2001, puis professeure en 2009.
En 1998, Wiest fonde le programme de mathématiques et de technologie pour filles du nord du Nevada,,.

## Récompenses et honneurs
En 2021, Weist a reçu le prix Louise-Hay de l'Association for Women in Mathematics (AWM) pour sa « contribution efficace à l'avancement de l'enseignement des mathématiques de la maternelle à la 12e année dans divers contextes scolaires. Elle a créé des cours et des programmes d'été innovants, abordant les questions d'équité entre les sexes et de diversité »,. Elle a reçu le Women in Leadership STEM Award, des Girl Scouts of the Sierra Nevada en 2015. Elle a remporté le prix F. Donald Tibbitts Distinguished Teacher Award de l'université du Nevada à Reno en 2015,. Elle a remporté le Nevada Regent's Academic Advisor Award (niveau supérieur) en 2003.